# Erik Harling
Knut Erik Morgan Harling (ur. 11 maja 1910 w Sztokholmie, zm. 16 listopada 1978 w Nacka) – szwedzki pływak.
Siedmiokrotny mistrz Szwecji na 200 m stylem klasycznym z lat 1927-1932 i 1935.
W 1928 wystartował na igrzyskach olimpijskich, na których zajął 5. miejsce na 200 m stylem klasycznym z czasem finałowym 2:56,8 s.